# Grallers de l'Acord
Els Grallers de l'Acord és un grup de grallers creat l'any 1979 a Vilanova i la Geltrú i està format per Xavier Planas, Joan Masip i Miquel Gonzàlez, a la gralla, i Eloi Martí, al timbal. Des dels seus inicis han participat en concerts, balls de gralles, i com acompanyament de balls i figures de bestiari en cercaviles i festes populars.
El grup neix en un moment d'efervescència del món de la gralla. Als anys setanta, els vilanovins Xavier i Pau Orriols han construït noves gralles i amb la mort del dictador, els nous ajuntaments democràtics recuperen les festes populars i es necessiten grallers. Durant els anys d'existència el grup ha compaginat les actuacions amb la recerca i la investigació per recuperar repertori i per trobar noves possibilitats a l'instrument. Els de l'Acord han fet col·laboracions amb grups com la Companyia Elèctrica Dharma l'any 1994 i han fet actuacions a la Provença, Portugal, Anglaterra, Itàlia i Cuba.
El 25 d'octubre de 2019 el grup de grallers vilanoví Clau de Mar va organitzar un concert d'homenatge als quaranta anys de trajectòria de la formació en què van participar els mateixos Clau de Mar i Grallers de l'Acord, el quartet de gralles Quatre Quarts, el duet de gralla i acordió Criatures i la Inxa Brass Band.